# جلال آباد تولايي (مقاطعة فسا)
جلال‌آباد تولايي (بالفارسية: جلال‌آباد تولایی) هي قرية تقع في Jangal Rural District في إيران. يقدر عدد سكانها بـ 95 نسمة .